# Johan Ackermann
Pas d'image ? Cliquez ici

a Compétitions nationales et continentales officielles uniquement.

b Matchs officiels uniquement.
Pour les articles homonymes, voir Ackermann.
Johan Nicholaas Ackermann, né le 3 juin 1970 à Benoni (Afrique du Sud), est un joueur international sud-africain de rugby à XV qui joue au poste de deuxième ligne.

## Biographie
Après sa carrière de joueur, il devient entraîneur de la franchise des Lions. Il est nommé à trois reprises meilleur coach sud-africain de l'année (2014, 2015, 2016).
En juin 2017, il dirige l'équipe d'Afrique du Sud A pour une série de deux tests-matches contre les Barbarians français.
En 2017, il devient entraîneur en chef de Gloucester. Il travaille aux côtés du directeur du rugby David Humphreys. Dès la première saison, l'équipe arrive en finale de Challenge européen mais s'incline d'un point face aux Cardiff Blues au stade San Mamés de Bilbao. Il quitte le club en 2020 pour rejoindre les NTT Docomo Red Hurricanes au Japon.

## Palmarès
Johan Ackermann obtient treize capes avec l'équipe d'Afrique du Sud, dont onze en tant que titulaire, entre le 2 juillet 1996 contre l'équipe des Fidji et le 7 juillet 2007 contre l'Australie.
Il participe à trois éditions du Tri-nations en 1996, 2001 et Tri-nations 2007. Il dispute un total de six rencontres dans cette compétition.